# Бровелло-Карпуньино
Бровелло-Карпуньино (итал. Brovello-Carpugnino) — коммуна в Италии, располагается в регионе Пьемонт, в провинции Вербано-Кузьо-Оссола.
Население составляет 671 человек (2008 г.), плотность населения составляет 80 чел./км². Занимает площадь 8 км². Почтовый индекс — 28010. Телефонный код — 0323.
Покровителем населённого пункта считается святой Сан-Рокко.

## Администрация коммуны
- Официальный сайт: http://www.comune.brovellocarpugnino.vb.it/ Архивная копия от 3 мая 2009 на Wayback Machine